# Festival RTP da Canção 1999
O XXXV Festival RTP da Canção 1999 foi o trigésimo quinto Festival RTP da Canção e teve lugar no dia 8 de março de 1999 na Sala Tejo do Pavilhão Atlântico (atual MEO Arena), em Lisboa.
Os apresentadores foram Alexandra Lencastre e Manuel Luís Goucha.

## Festival
O Festival RTP da Canção de 1999 realizou-se no dia 8 de março, na Sala Tejo do Pavilhão Atlântico. Foi uma edição marcada pela maior dimensão da sala. Assim foi maior o número de convidados tendo muitas figuras públicas e comunicação social. Mas o desinteresse do público pelo Festival já se fazia sentir.
A apresentação foi assegurada por Alexandra Lencastre e por Manuel Luís Goucha e o maestro José Marinho foi o Diretor Musical deste festival. 
A RTP tinha aberto concurso para a aceitação de originais que foram analisados pelo júri de seleção, composto por Nuno Figueira e Paula Velez, ambos da RTP, pela cantora Anabela, pelo maestro José Marinho e pelo radialista Armando Carvalheda. 
O Festival da Canção foi dividido em três partes. Na primeira parte assistiu-se ao desfile das 8 canções apuradas. Na segunda parte foi feita uma homenagem ao cantor, autor e compositor Zeca Afonso em que intervieram Irene Cruz, Vitorino, Janita Salomé, Filipa Pais, Ana Sofia Varela, Grupo Coral dos Camponeses de Pias e o Grupo Coral da Casa do Povo de Serpa. Na terceira parte e última do evento procedeu-se ao apuramento da canção vencedora e também à atribuição do prémio referente à melhor interpretação. Estas decisões couberam ao júri distrital que esteve reunido nos centros de produção da RTP. 
Maria Manuela Furtado foi a presidente do júri mas sem direito a voto. O Troféu Melo Pereira, referente à melhor interpretação foi entregue a Célia Oliveira pela defesa do tema "Ser o que sou". 
Rui Bandeira foi o grande vencedor da noite com a canção "Como tudo começou", uma composição de Jorge do Carmo (música) e Tó Andrade (letra). A canção vencedora deste festival teve como prémio 5 milhões de escudos equivalente a cerca de 24940 €. Os segundos e os terceiros classificados receberam também recompensas monetárias.
| #  | Artista          | Canção                 | Música (m) / Letra (l)                                    | Pontuação | Classificação |
| -- | ---------------- | ---------------------- | --------------------------------------------------------- | --------- | ------------- |
| 1º | Tempo            | "Uma parte de mim"     | Samuel Lopes (m & l)                                      | 51        | 5º            |
| 2º | Liliana Pinheiro | "Eu, tu e nós"         | Tó Sanches (m & l), Rui Bagulho (m), Liliana Pinheiro (l) | 32        | 7º            |
| 3º | Francisco Ceia   | "Romanzeira"           | Francisco Ceia (m & l)                                    | 21        | 8º            |
| 4º | Rui Bandeira     | "Como tudo começou"    | Jorge do Carmo (m), Tó Andrade (l)                        | 90        | 1º            |
| 5º | Sofia Frões      | "Menina alegria"       | José Sarmento (m), Firmino Mendes (l)                     | 72        | 2º            |
| 6º | Célia Oliveira   | "Ser o que sou"        | Célia Oliveira (m & l), António José Guerra (m)           | 64        | 3º            |
| 7º | Tó Leal          | "Sete anos, sete dias" | Eduardo Paes Mamede (m), José Fanha (l)                   | 44        | 6º            |
| 8º | Filipa Lourenço  | "No cais da solidão"   | Simon Wadsworth (m), Carlos Soares (l)                    | 55        | 4º            |